# Musée Aristide-Bergès
Le musée Aristide-Bergès est consacré au papier, aux arts graphiques et à l'imprimerie. Il est situé dans la maison natale d'Aristide Bergès sur le territoire de la commune de Lorp-Sentaraille, près de Saint-Girons dans le département de l'Ariège, en France.

## Aristide Bergès
Aristide Bergès (1833-1904) est né dans une famille de papetiers du Couserans depuis la fin du XVIIIe siècle. Diplômé de l'École Centrale des Arts et Manufactures de Paris en 1852, Aristide (son nom de baptême et d'état-civil est Laurent), qui entretient des relations difficiles avec son père, réalise le prototype d'un circuit de râperie de bois en 1864 qu'il installe l'année suivante à Mazères-sur-Salat (Haute-Garonne). Il est passé à la postérité pour ses travaux et inventions en hydraulique qu'il mènera à bien dans les Alpes.

## Collections

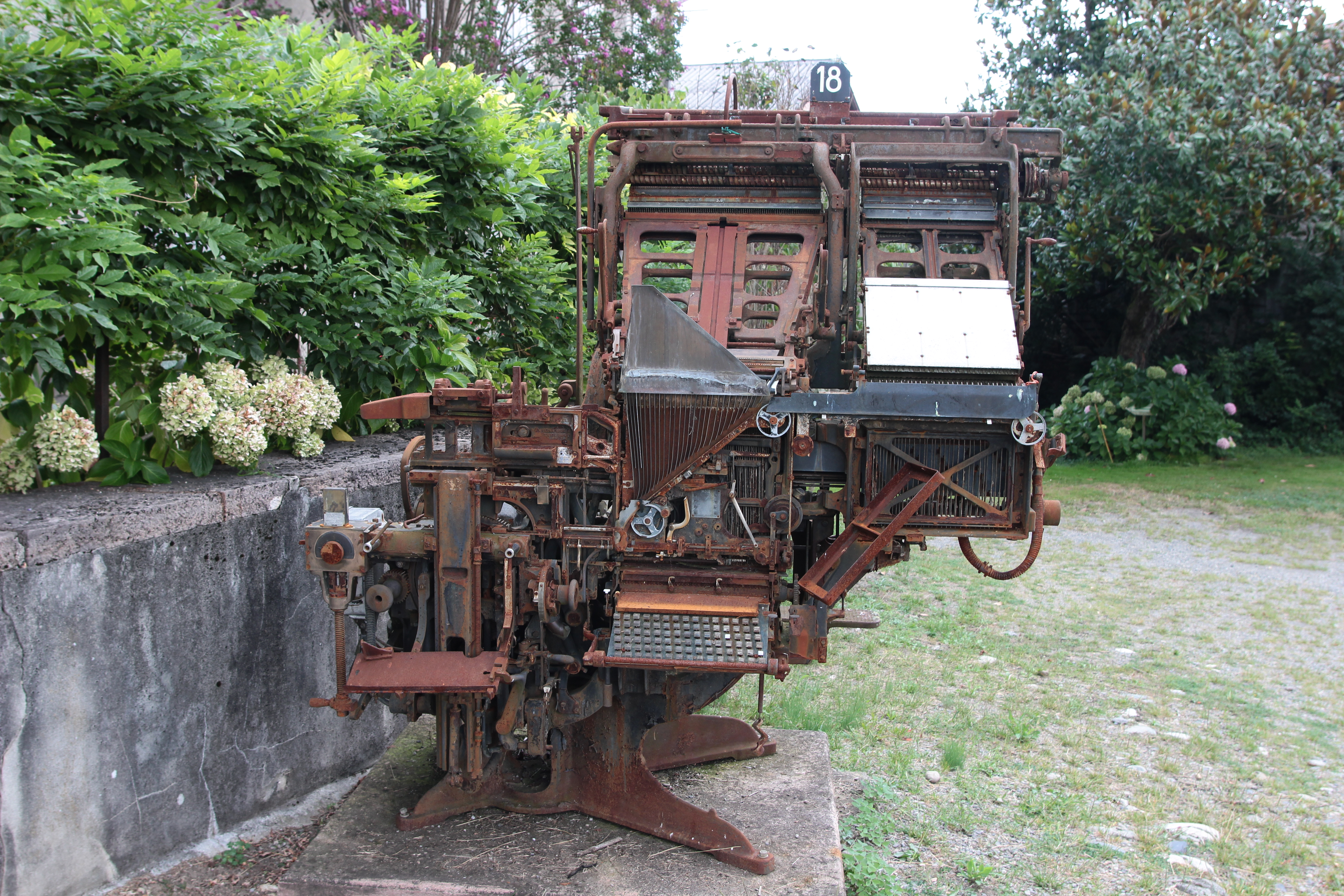

Le musée présente l'histoire du papier et sa fabrication, les techniques de reliure... Une ligne de fabrication du papier en continu est notamment présentée ainsi que deux pompes de fabrication du papier, dites à spirales ou à escargot datant d’Aristide Bergès.

## Histoire du musée
Le musée est créé en 1997 par un groupe d'anciens ouvriers papetiers et de passionnés réunis sous forme associative.
La maison natale d'A. Bergès et l'ancienne papeterie de Prat du Ritou sont inscrites à l'inventaire des monuments historiques par arrêté du 2 octobre 2007.

## Visite
La visite se déroule en moyenne sur 1h30 environ.